# Soil Festivities
Soil Festivities é um álbum de estúdio do músico grego Vangelis, lançado em 1984.

## Faixas
1. "Movement 1"  – 18:20
2. "Movement 2"  – 6:20
3. "Movement 3"  – 6:06
4. "Movement 4"  – 9:54
5. "Movement 5"  – 7:20